# Dolánky (Cetenov)
Dolánky (německy Dolanken) je malá vesnice, část obce Cetenov v okrese Liberec. Nachází se asi 1,5 km na sever od Cetenova. Je zde evidováno 8 adres. Trvale zde žijí dva obyvatelé.
Dolánky leží v katastrálním území Cetenov o výměře 4,06 km2.

## Historie
První písemná zmínka o obci pochází z roku 1550.

## Pamětihodnosti a zajímavosti
- Kříž v Dolánkách

Kříž z roku 1843 se nachází u silnice procházející obcí. Drobnou památku, s pietními reliéfy sv. Antonína z Padovy  (běžně též Antonín Paduánský) a svaté rodiny, na hlavici se 2 andílky a uprostřed s beránkem na rozeklané, nechal na dříku podstavce uvedeném roce zhotovit v té době zdejší mlynář Anton Schwarz a jeho manželka Mariana. Jedná se o významný doklad lidového klasicistního sochařství charakteristického pro region. K mlynáři se váže i mlýn, který v Dolánkách stával. Více o tomto již bohužel zaniklém mlýnu se můžete dozvědět zde vodnimlyny.cz.

## Galerie

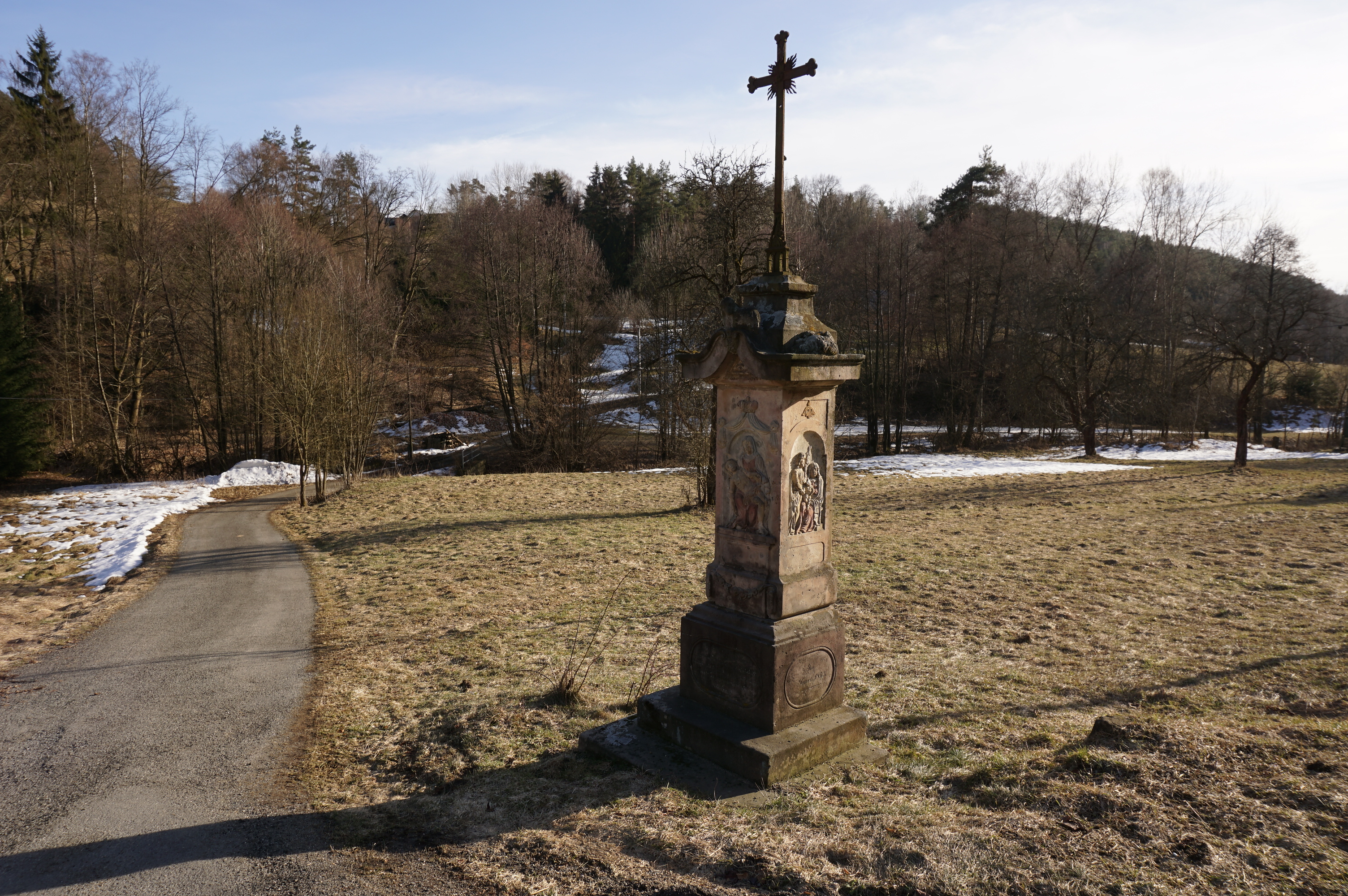
Kříž v Dolánkách
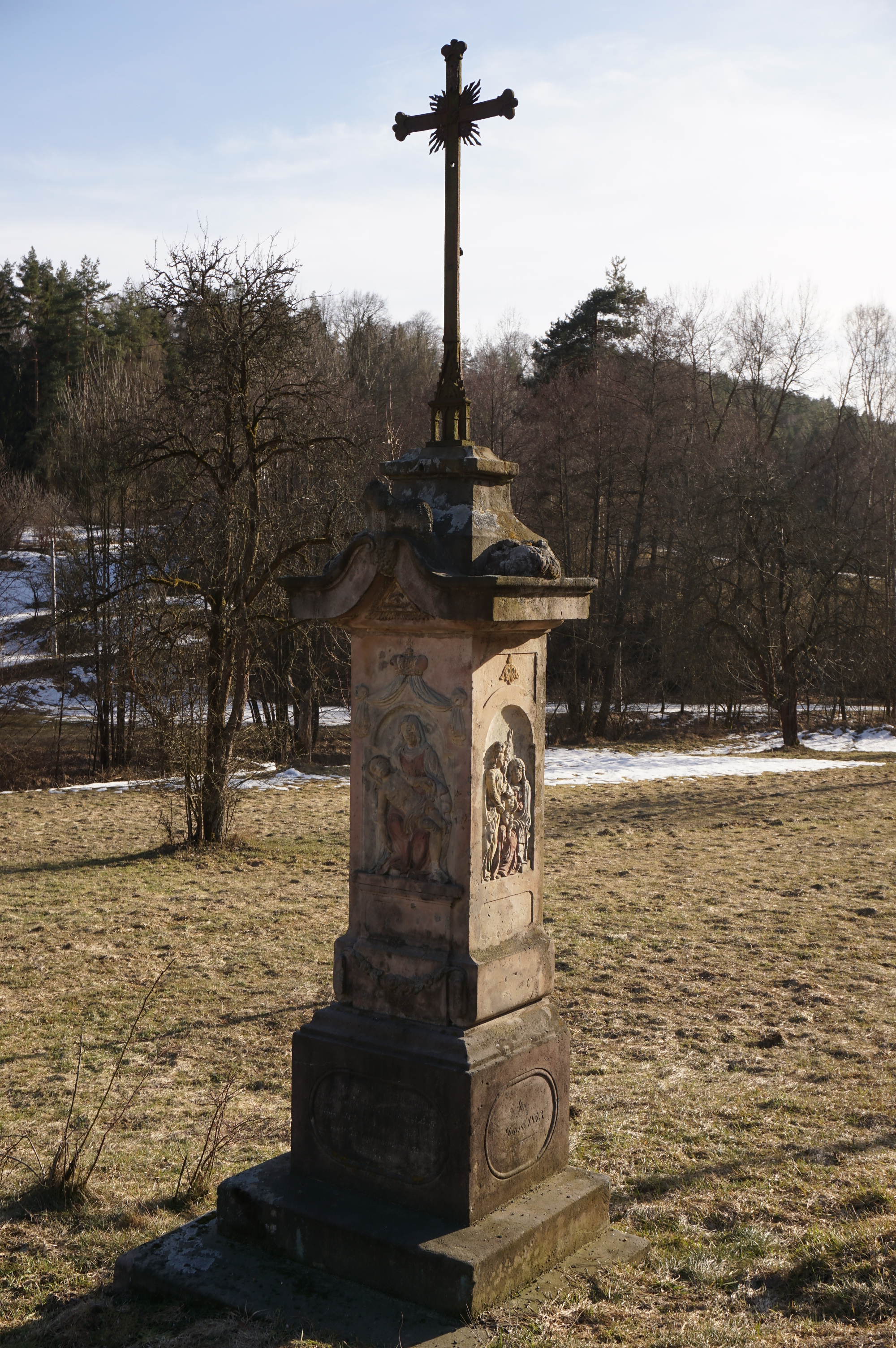
Kříž v Dolánkách
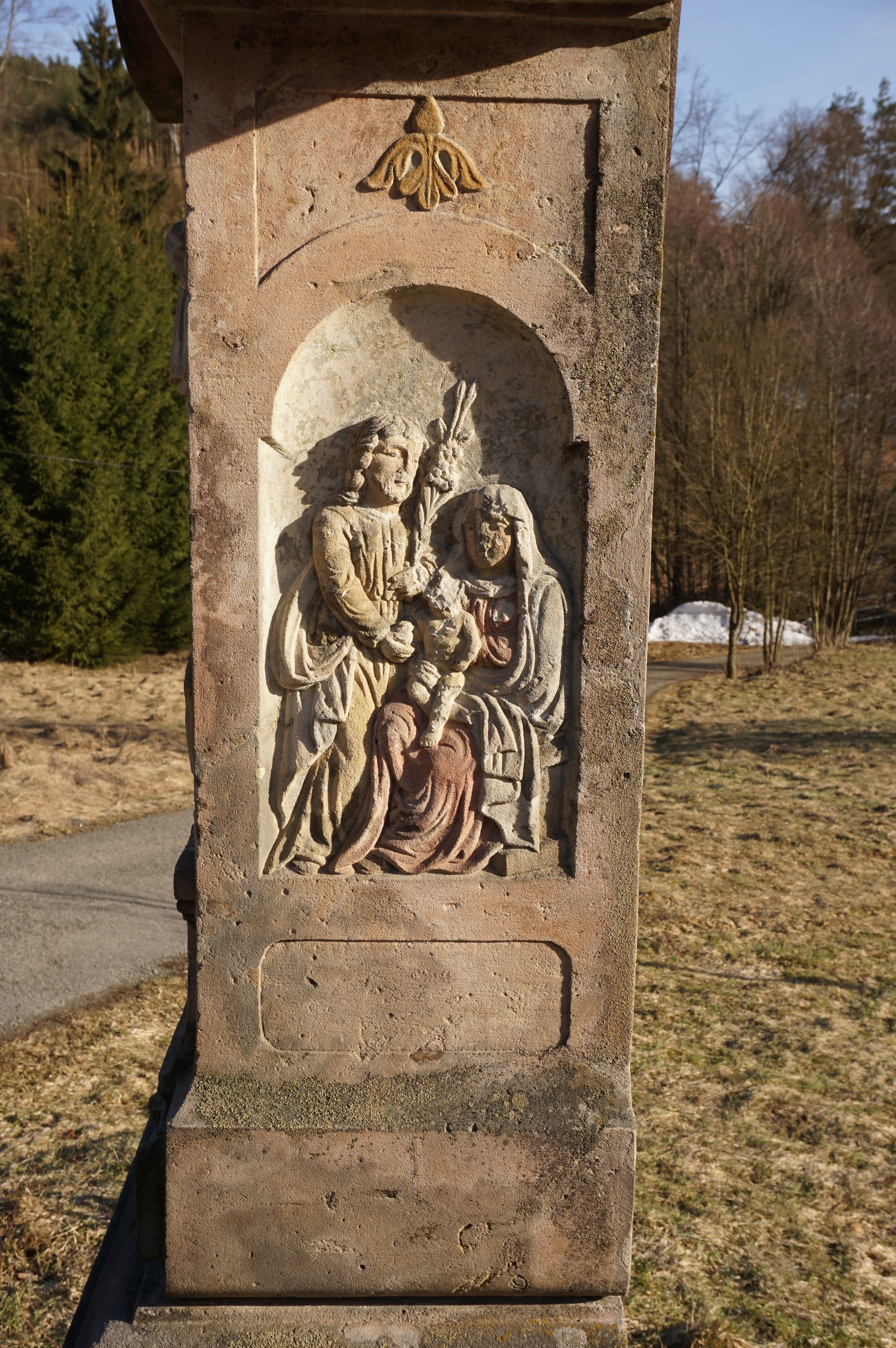
Kříž v Dolánkách
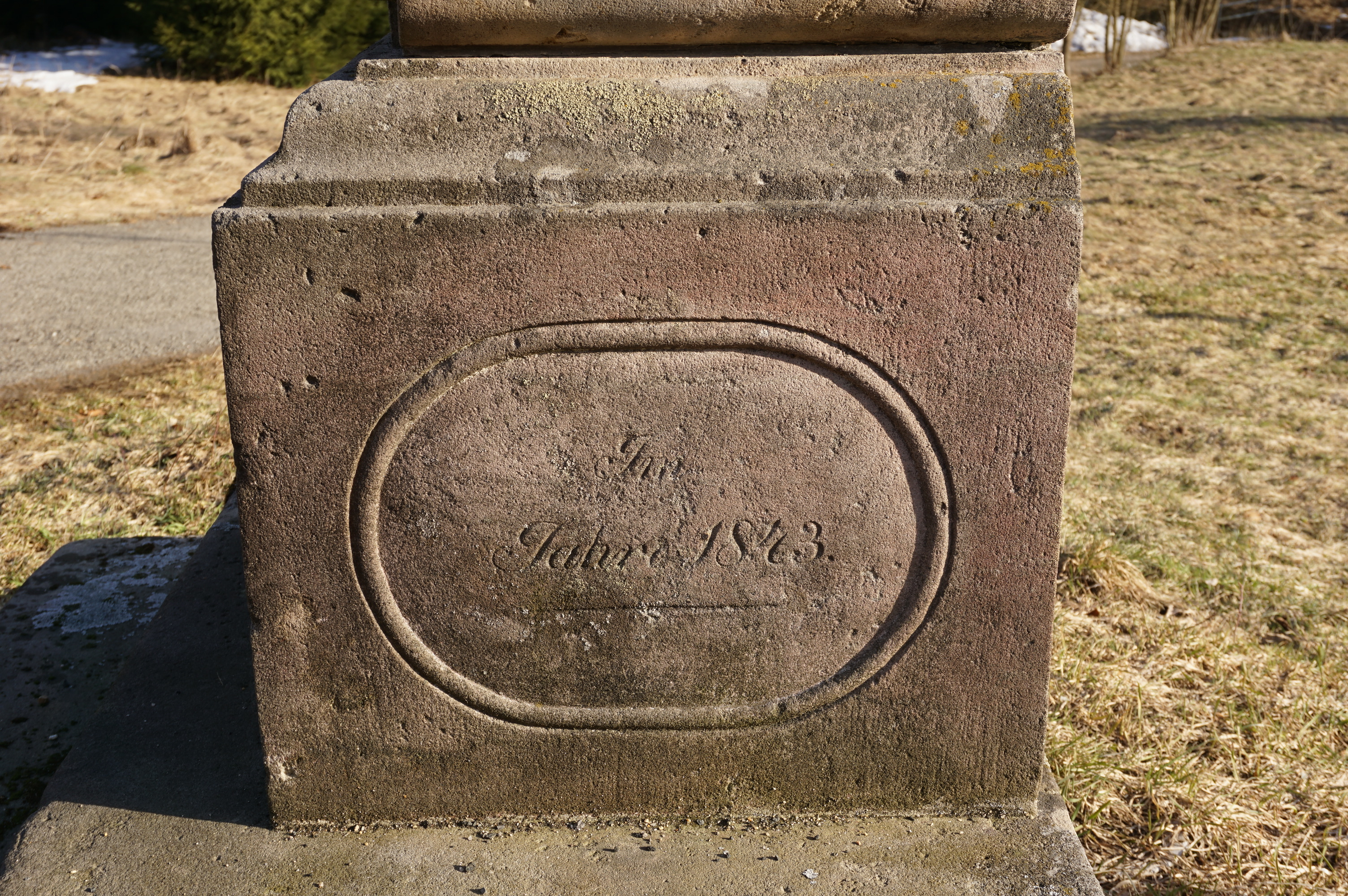
Kříž v Dolánkách
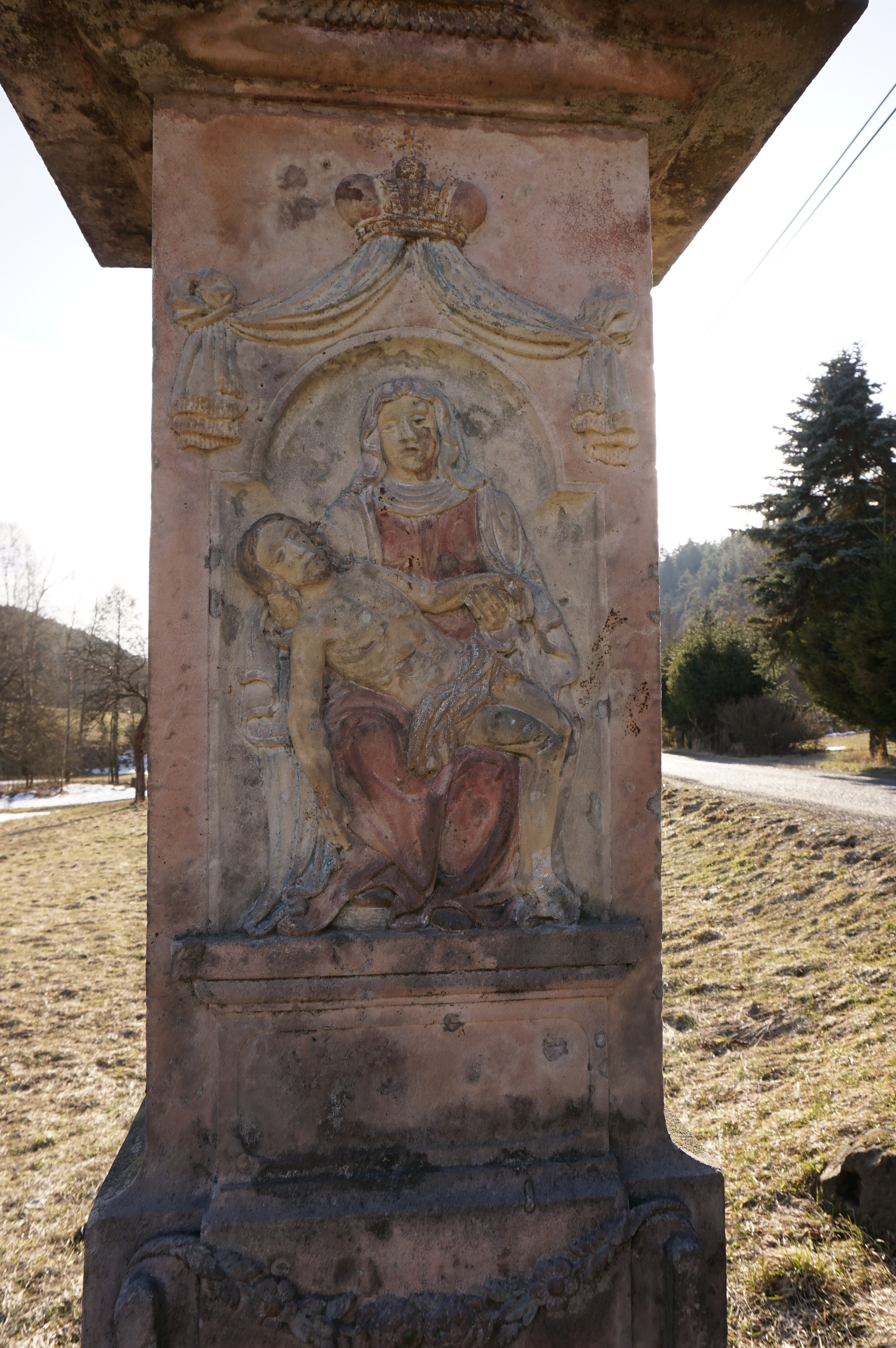
Kříž v Dolánkách